# Microlipophrys canevae
Microlipophrys canevae é uma espécie de peixe pertencente à família Blenniidae.
A autoridade científica da espécie é Vinciguerra, tendo sido descrita no ano de 1880.

## Portugal
Encontra-se presente em Portugal, onde é uma espécie nativa.

## Descrição
Trata-se de uma espécie marinha. Atinge os 7,5 cm de comprimento total nos indivíduos do sexo masculino.